# L'imperatore di Capri
L'imperatore di Capri è un film italiano del 1949 diretto da Luigi Comencini.

## Trama
Antonio De Fazio, cameriere in un albergo di Napoli, viene scambiato per l'uomo più ricco del mondo, il principe orientale Bey di Agapur, da un'ospite dell'hotel, Sonia Bulgarov, che gli dà appuntamento a Capri per il giorno seguente. Di nascosto dalla moglie e dalla suocera, Antonio va sull'isola insieme all’amico attore Asdrubale rubando accidentalmente il motoscafo e i bagagli del facoltoso indiano, così da confermare l'equivoco. Una serie di stravaganze, commesse involontariamente, gli fruttano l'ammirazione dei villeggianti, che cercano di imitarlo, proclamandolo l'uomo più chic di Capri; diverse donne, tra cui la sensuale chitarrista Emanuela, sospirano d'amore per lui, pensando che sia il misterioso principe.
Antonio diventa protagonista di numerose avventure, ma proprio quando, nello splendore d'una festa, sta per essere proclamato "Imperatore di Capri", arrivano la moglie e la suocera, e come se questo non bastasse, si presenta anche il vero Bey. Ma tutto finisce bene, perché Antonio salva il Bey da un attentato, venendo quindi per questo da lui ricompensato con una quantità inverosimile di pietre preziose di straordinario valore.

## Produzione
Carlo Ponti, produttore esecutivo della Lux, contattò Totò per girare L'imperatore di Capri in sette settimane; in realtà, per la realizzazione della pellicola ne furono sufficienti tre: essendo quindi libero per un mese, il comico napoletano fu convinto dallo stesso Ponti a girare un altro film (Totò cerca casa), dove ritrovò sul set l'interprete di Emanuela, Alda Mangini, scritturata stavolta per il ruolo di sua moglie.

## Distribuzione
Il film venne distribuito nelle sale cinematografiche italiane dalla Lux Film il 16 dicembre 1949.